# Arsinoe (miasto w Libii)
Arsinoe - antyczne miasto w Libii, dziś nosi nazwę Tukra.
Niegdyś nazywane również Tauchira. Za czasów Rzymian leżało w prowincji Cyrenajka.